# Exumer
Gli Exumer furono una delle prime band thrash metal tedesche degli anni 80, nati nel 1984, si sciolsero dopo due demo e due album. Precedentemente erano conosciuti con il nome "Tartaros".

## Storia
Il primo album, Possessed by Fire, si muove sulla stessa linea di Into the Dark Past, album di debutto degli allora compagni di etichetta  Angel Dust, nel secondo album invece è più evidente l'influenza degli Slayer grazie alla voce di Paul Arakari, simile a quella di Tom Araya. Subito dopo questo album la band si sciolse per riformarsi nel 2001 in occasione dell'esibizione al Wacken Open Air.
Il terzo album, chiamato Fire & Damnation e distribuito dalla Metal Blade Records, è stato pubblicato nell'aprile del 2012.

## Line-up attuale
- Mem Von Stein - voce, basso
- Ray Mensch - chitarra
- H.K - chitarra

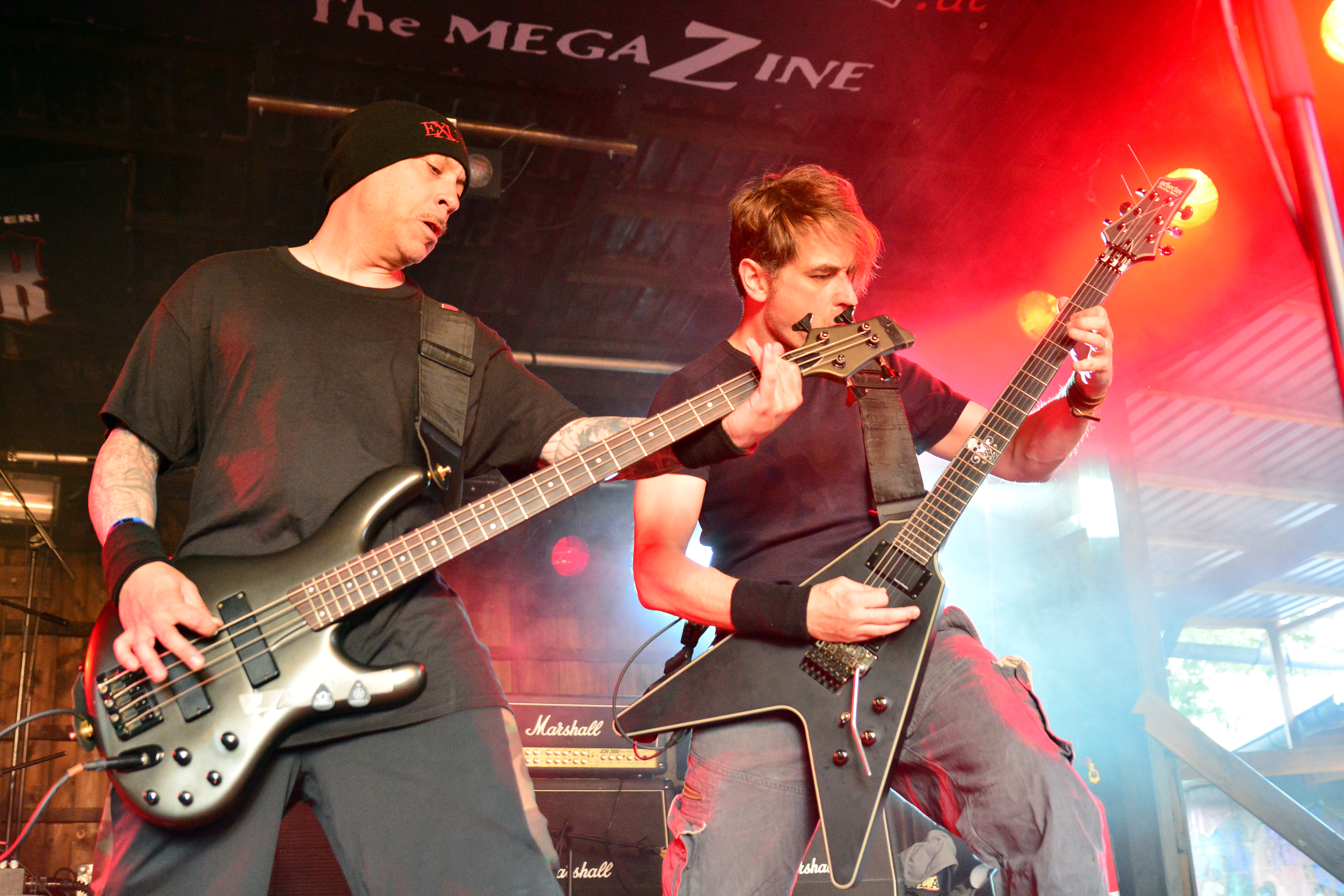
Anthony Schiavo e Marc Bräutigam all'Headbangers Open Air 2015

- His Eminence the Wicked(T. Schiavo) - basso
- Matthias Kassner - batteria

### Ex componenti
- John Cadden - voce
- Paul Arakari - voce, basso
- Bernie Siedler - chitarra
- Franz Pries - basso
- Syke Bornetto - batteria
- Bernd Cramer - batteria

## Discografia

### Album in studio
- 1986 - Possessed by Fire
- 1987 - Rising from the Sea
- 2012 - Fire & Damnation
- 2016 - The Raging Tides
- 2019 - Hostile Defiance

### Demo
- 1985 - A Mortal in Black
- 1989 - Whips & Chains
- 2009 - Waking The Fire

### Compilation
- 2015 - Fire Before Possession: The Lost Tapes